# Gavilanes de Minatitlán
Los Gavilanes de Minatitlán fue un equipo de béisbol que participó en la Liga Invernal Veracruzana con sede en Minatitlán, Veracruz, México.

## Historia

### Inicios
Los Gavilanes debutan en la Liga Invernal Veracruzana en la temporada 2007-2008, y son filial de la organización de los Petroleros de Minatitlán de la Liga Mexicana de Béisbol.
Su presidente es el C.P. Rogelio Ortiz Pérez, y juegan en el Parque 18 de marzo de 1938 el cual tiene una capacidad para 7,500 espectadores.

### Actualidad
En la actualidad los Gavilanes participan en la 2.ª etapa de la Liga Invernal Veracruzana, en donde en la actual temporada 2009-2010 quedaron en el sexto lugar del Standing Final bajo la dirección del mánager Manuel Cazarín Castro.
En la primera ronda de la eliminatoria, el equipo minatitleco quedó eliminado al caer ante los Brujos de Los Tuxtlas.

## Jugadores

### Roster actual
| Lanzadores: - 2 José Crisóforo Jácome Paredes - 7 Yosio Oriel Osuma Aviléz - 8 Emmanuel Pereyra Segura - 11 René Coss Hernández - 13 Jesús Andrés Guzmán Fuentes - 14 Edgar Pérez Vera - 19 Carlos Alberto Domínguez Luque - 20 Tomás Javier Solís Castro - 35 Joe Rogers - 36 Omar Enrique Nieblas Torres - 38 Rafael Díaz Quero - 40 Geivy Antonio García - 45 Alexander Francisco - 46 Joram Iboa Díaz - 47 Eduardo Salgado Armas - 48 Humberto Cárdenas Cortés Receptores: - 16 Joel Galarrraga Ruiz - 31 Raúl Rafael Rodríguez Anguis |  | Jugadores de Cuadro: - 6 Jeremy Maxwell Acey - 9 Héctor Ernesto Casillas Pereyra - 14 Paul Giovanni López Quintero - 28 Shammar Almeida Escamilla - 29 Japhet Isidro Amador Gutiérrez - 37 Jesús Castillo Montano - 44 Josué López González - 99 Leonardo Valentino Acosta Jardineros: - 7 Santiago González Córdoba - 15 Uriel Armando Valdez Castro - 17 Eloy Arano Tejeda - 55 Adiel E. Gorozave Cota Cuerpo Técnico: - Mánager: Salvador Colorado Sánchez - Coach: Edgar Castro Rivera - Coach: Arnoldo Castro Acosta - Coach: Andrés Mora Ibarra - Coach: Julio Hernández Valles - Trainer: José Juan Pérez Vázquez - Bat Boy: Baudel Díaz Jiménez - Bat Boy: Daniel A. Morales Avendaño |